# Scotoleon minutus
Scotoleon minutus är en insektsart som först beskrevs av Adams 1957.  Scotoleon minutus ingår i släktet Scotoleon och familjen myrlejonsländor. Inga underarter finns listade i Catalogue of Life.